# Молодая Европа
«Молодая Европа» — межъевропейская ассоциация, сформировавшаяся в 1834 году на базе «Молодой Италии» Джузеппе Мадзини. 
«Молодая Европа» объединяла национальные общества «Молодая Италия», «Молодая Германия», «Молодая Польша», которые, сохраняя независимость в своих внутренних делах, действовали сообща — посредством центрального комитета — для содействия принципам свободы, равенства и гуманности на территории Европы. Штаб общества располагался в Швейцарии, где в 1835—1836 годах было создано подобное же французское общество, «Молодая Франция». 
Деятельность организации быстро оказалась в центре внимания швейцарских властей, которые выслали из страны многих её участников. Уже к концу 1836 года её влияние было фактически сведено на нет.